# Seseli luteolum
Seseli luteolum är en flockblommig växtart som beskrevs av Pimenov. Seseli luteolum ingår i släktet säfferötter, och familjen flockblommiga växter. Inga underarter finns listade i Catalogue of Life.